# خاندان کاراچولو

نشانه خانوادگی خاندان کاراچولو

خاندان کاراچولو (به ایتالیایی: Caracciolo) یکی از مشهورترین خاندان‌های اصیل کشور ایتالیا و شهر ناپل است.
حاکمان، سیاستمداران، هنرمندان و شخصیت‌های مذهبی متعددی در طول سده‌های گذشته از این خاندان در تاریخ اروپا و ایتالیا تأثیرگذار بودند که از معروف‌ترین اعضای این خاندان می‌توان به شخصیت‌های زیر اشاره نمود:
- ریکاردو کاراچولو، (مرگ ۱۳۹۵) سی و سومین گرندمستر شوالیه‌های هاسپیتالر
- جیووانی کاراچولو، (۱۳۷۲–۱۴۳۲) وزیر حکومت ناپل در دوره جوآنای دوم
- تومازو کاراچولو، اسقف اعظم کاپوآ (۱۵۳۶–۱۵۴۶)، اسقف تریونتو (۱۵۰۲–۱۵۴۰)، اسقف کاپاچیو (۱۵۲۳–۱۵۳۱)
- مارینو کاراچولو، (۱۴۶۸–۱۵۳۸) کاردینال و دیپلمات اهل ناپل
- سنت فرانچسکو کاراچولو، (۱۵۶۳–۱۶۰۸) کشیش اهل ناپل که به همراهی جیان آگوستینو آدورنو مؤسس یکی از جماعات مذهبی کاتولیک بود.
- تومازو کاراچولو، فیلدمارشال ارتش اسپانیا و کنت ایالت روکاراینولا (۱۵۷۲–۱۶۳۱)
- باتیستلو کاراچولو، (۱۵۷۸–۱۶۳۵) نقاش اثر «رهایی سنت پطرس» در کلیسای پیو مونته دلا میزریکوردیا
- فابریتزیو کاراچولو، (۱۶۰۷–۱۶۸۳) دوک جیریفالکو و عضو شورای مقدس پدران ناپلی
- تومازو کاراچولو، اسقف اعظم تارانتو (۱۶۳۶–۱۶۳۷)
- کارمینه نیکولائو کاراچولو، (۱۶۷۱–۱۷۲۶) نائب السلطنه اسپانیا در اراضی مستعمره پرو
- فیلیپو جیودیچه کاراچولو، اسقف اعظم ناپل (۱۸۳۳–۱۸۴۴)
- کارلو کاراچولو، مؤسس و صاحب امتیاز گروپو ادیتوریاله لسپرسو که یکی از بزرگترین گروه‌های رسانه ای در ایتالیا و اروپا است.